# Emma Wiklund
Emma Wiklund, nata Sjöberg, (Stoccolma, 13 settembre 1968), è una supermodella e attrice svedese.

## Carriera

### Moda
Ha iniziato la carriera da modella alla fine degli anni 80, sfilando per noti stilisti come Thierry Mugler, Prada, Gianni Versace, Oscar de la Renta, Chanel, Lanvin, Christian Lacroix, Gianfranco Ferré, Issey Miyake, Karl Lagerfeld, Valentino Garavani, Salvatore Ferragamo, Jil Sander, Perry Ellis, Marc Jacobs, Mario Valentino, Azzedine Alaïa ed altri.
Inoltre compare su riviste come Elle, Glamour, Vogue, Mademoiselle, Seventeen, Flare ed altre.
Ha preso parte a differenti videoclips: Tandem di Vanessa Paradis o Too Funky di George Michael.

### Cinema
Ha iniziato la carriera di attrice nel 1995 con il film Inferno, ma si è rivelata al grande pubblico con il ruolo di Petra nella saga di Taxxi.

## Vita privata
È sposata dal 2003 con Hans Wiklund, da cui ha preso il cognome, e hanno due bambini: Tyra (nata il 11 dicembre 2001) ed Elis (nato il 20 ottobre 2003).
Dal 2008 al 2010 ha fatto parte del board della catena di moda svedese Lindex, per la quale è apparsa anche nelle loro pubblicità.
Dal 2009 è CEO della casa cosmetica Emma S..

## Filmografia come Emma Sjöberg
- Inferno, film TV (1992)
- Inferno (1995)
- Taxxi (1998)
- Super agente speciale (1999)
- Petite copine, cortometraggio (2000)
- Taxxi 2  (2000)
- Taxxi 3  (2003)
- Big Kiss  (2004)
- Taxxi 4 (come Emma Sjöberg-Wiklund)  (2007)

## Doppiatrici italiane
Nelle versioni in italiano dei suoi film, Emma Wiklund è stata doppiata da:
- Pinella Dragani in Taxxi, Taxxi 2, Taxxi 3, Taxxi 4